# 聖弗蘭西斯科德阿西斯德亞魯斯亞坎區
聖弗蘭西斯科德阿西斯德亞魯斯亞坎區（西班牙語：Distrito de San Francisco de Asís de Yarusyacán），是秘魯的一個區，位於該國中部帕斯科大區的帕斯科省，始建於1961年9月16日，面積117.7平方公里，海拔高度3,770米，2005年人口12,027，人口密度每平方公里100人。